# Слобозія-Кішкерень
Слобозія-Кішкерень (рум. Slobozia-Chișcăreni) — село у Синжерейському районі Молдови. Входить до складу комуни, адміністративним центром якої є село Кішкерень.

## Історія
За даними етнографічної експедиції 1869—1870 років під керівництвом Павла Чубинського, у селі здебільшого проживали українці, населення розмовляло українською мовою.

## Населення
За даними перепису населення 2004 року у селі проживали 1122 особи.
Національний склад населення села:
| Національність   | Кількість осіб | Відсоток     |
| ---------------- | -------------- | ------------ |
| українці         | 858            | 76,5 %       |
| молдавани румуни | 248 2          | 22,1 % 0,2 % |
| росіяни          | 10             | 0,9 %        |
| болгари          | 3              | 0,3 %        |
| гагаузи          | 1              | 0,1 %        |
| Всього           | 1122           | 100 %        |